# Gioacchino Giannini
Giovacchino "Joaquim" Giannini (Lucca, 20 de março de 1817 — Rio de Janeiro, 13 de agosto de 1860) foi um maestro italiano radicado no Brasil. Era casado com a cantora Maria Baderna, com quem teve quatro filhos.
Contemporâneo de Machado de Assis, tendo dirigido a orquestra da ópera Pipe-let (1859), de autoria do escritor. 
Radicado no Rio de Janeiro desde 1846, Giannini também era professor, tendo sido Carlos Gomes seu aluno mais célebre. Tinha fama de não ter paciência para ensinar. Guimarães Júnior escreveu que Gomes muitas vezes ia à casa do mestre e este negava a entrada de todo mundo "sob qualquer pretexto". Quando o pianista austríaco Sigismond Thalberg visitou a corte e realizou quatro concertos no Rio, Giannini serviu como regente no teatro Lírico Fluminense.